# Mammillaria albiflora
Espèce
Statut de conservation UICN

 CR B1ab(iii,v)+2ab(iii,v) : 
En danger critique
Statut CITES
Mammillaria albiflora est une espèce de cactus du genre Mammillaria endémique du Mexique dans l'État de Guanajuato. Ce petit cactus a été décrit en 1931 par Erich Werdermann, puis Curt Backeberg en a fait une espèce distincte en 1937.

## Description
Ce cactus croît plutôt de manière solitaire et forme rarement des groupes. Il est de forme cylindrique et peut atteindre cinq centimètres de hauteur et deux centimètres de diamètre. Ses épines blanches au nombre de soixante à quatre-vingts sont courtes et s'entrelacent. Ses fleurs blanches ou blanc-rosé mesurent jusqu'à 3,5 cm de longueur et 2,5 cm de diamètre.

## Habitat
Cette espèce est classée dans la liste rouge des espèces en danger par l'IUCN et considérée comme « en danger critique d'extinction ». Son habitat naturel est une zone de 5 km2 au sud de Pozos.

## Synonymes
- Mammillaria herrerae var. albiflora Werderm. (1931)
- Escobariopsis albiflora (Werderm.) Doweld (2000).